# Пространство Мизнера
Простра́нство Ми́знера — абстрактное математическое пространство-время, являющееся упрощёнием решения Тауба-НУТ, впервые описанное Чарльзом Мизнером из Университета Мэриленда. Также известен как Лоренцево орбиобразие {\displaystyle \mathbb {R} ^{1,1}/boost}
Упрощённо его можно представить себе в виде экрана компьютерной игры, в которой некоторый элемент исчезает за правой границей монитора, чтобы немедленно появиться из левой. Перемещение границ, окружающих существующее пространство Мизнера, теоретически позволяет путешествия во времени.